# Sasvári Géza
Sasvári Géza (Nagytétény, 1883. január 9. – Budapest, 1950. november 20.) magyar gépészmérnök, egyetemi tanár.

## Életpályája
1904-ben a budapesti Műegyetemen diplomázott. Pályáját a Fried és Adorján cégnél vasbetontervezőként kezdte. Rövidesen Bánki Donát tanársegédje, majd adjunktusa lett a budapesti Műegyetemen. 1915-ben mérnöki doktorátust szerzett. 1919-ben Műegyetemi magántanárrá képesítették. Bánki Donát halála (1859–1922) után 1924–1939 között Melczer Tiborral közösen vezette a tanszéket, ahol hidrodinamikát adott elő. 1932-ben rendkívüli tanári címet kapott. 1939 után egy ideig tanácsadó mérnöki tevékenységet végzett, majd a Kőszénbánya és Téglagyár Pesten vezérigazgatója lett. 1945 után 1947-ig ismét a Műegyetemen oktatott.

## Családja
Szülei: Sasvári Béla és Zeller Sarolta voltak. 1908. április 20-án, Budapesten házasságot kötött Kürti Valériával. Fiuk, György (1913–1971) vegyészmérnök volt.

## Művei
- Hidrodinamika (Budapest, 1925)
- Hidrogépek (Technikai fejlődésünk története; Budapest, 1928)